# Publio Cornelio Maluginense (tribuno consolare 404 a.C.)
Publio Cornelio Maluginense (Roma, ... – ...; fl. V secolo a.C.) è stato un politico e militare romano del V secolo a.C..

## Tribunato consolare
Nel 404 a.C. fu eletto tribuno consolare con Gneo Cornelio Cosso, Gaio Valerio Potito Voluso, Cesone Fabio Ambusto, Manio Sergio Fidenate e Spurio Nauzio Rutilo.
Roma, mentre continuava l'assedio di Veio iniziato l'anno prima, rivolse la propria attenzione ai Volsci, che furono sconfitti in una battaglia campale tra Ferentino ed Ecetra. I romani poi riuscirono a conquistare la città volsca di Artena, grazie al tradimento di uno schiavo, che indicò ai soldati un passaggio per arrivare alla rocca, dove si erano asserragliati i difensori.